# Captain Tsubasa
Captain Tsubasa is een Japanse mangaserie van schrijver Yoichi Takahashi. De serie is gemaakt van 1983 tot 1986 en gaat over voetbal.
Er zijn ook verschillende videospelletjes en tekenfilms gemaakt over Captain Tsubasa.